# Italochrysa jubilaris
Italochrysa jubilaris är en insektsart som först beskrevs av Navás 1925.  Italochrysa jubilaris ingår i släktet Italochrysa och familjen guldögonsländor. Inga underarter finns listade i Catalogue of Life.